# Demografia de Santa Catarina
| 0-25 hab/km²    | 25-50 hab/km²   | 50-100 hab/km²  |
| 100-150 hab/km² | 150-200 hab/km² | 200-300 hab/km² |
| 300-400 hab/km² | 400-500 hab/km² | > 500 hab/km²   |

Densidade Populacional de Santa Catarina.

A Demografia de Santa Catarina é domínio de estudos e conhecimentos sobre as características demográficas do território catarinense. Segundo o IBGE, o estado tem uma população de 5 866 568 de habitantes (2005), (mas já existem alguns dados de 2006, com fonte do IBGE  que dizem que a população de Santa Catarina é de 5 958 295 habitantes) e uma densidade populacional de 61,53 hab./km². As cidades mais populosas de Santa Catarina são: Joinville, Florianópolis, Blumenau, São José, Criciúma, Itajaí, Chapecó, Lages, Jaraguá do Sul, Palhoça e Tubarão.
De acordo com o censo de 2000, o estado de Santa Catarina conta com 5 356 360 habitantes. Desse total, 40,63% moram no campo, enquanto 59,37% residem nas cidades. Em relação ao ano de 1991, quando a população foi de 4 536 433 habitantes, esses números mostram uma taxa de crescimento anual de 1,9%, inferior a do Brasil como um todo (1,6% para o ano de 2000). Ainda segundo o censo de 2000, Santa Catarina é o décimo-primeiro  estado mais populoso do Brasil e concentra 3,15% da população brasileira. Do total da população do estado, 2 687 049 habitantes são mulheres e 2 669 311 habitantes são homens. Para 2006, a estimativa é de 5 958 266 habitantes.
Em 2005, a densidade demográfica chegou a 61,53 hab./km². As maiores densidades estão localizadas na zona de mais intenso desenvolvimento industrial (Blumenau, Joinville, Itajaí e Brusque), onde colonos instalaram grandes empresas, e no sul catarinense, área de exploração de carvão. Nessas regiões a densidade atingiu 62,6 a 77,8 hab./km². No oeste do estado, onde se registram as mais elevadas taxas de crescimento populacional, a densidade varia de 25 a 70 hab./km². Nas zonas de criação de bovinos, os campos de criação do planalto, a densidade demográfica baixa para menos de 20 hab./km². Em Lages a densidade demográfica chega a 63,7 hab./km² e São Joaquim a 12,3 hab./km².

## Rede demográfica
O estado de Santa Catarina está em parte situado na área de influência da cidade de São Paulo, em parte, na de Porto Alegre. A metrópole paulista domina toda a metade setentrional, onde sua ação se faz sentir nos centros intermediários de Florianópolis e Blumenau, enquanto a capital gaúcha domina o sul, pelos centros mais modestos de Lages e Joaçaba. As maiores cidades, além da capital, Florianópolis, são Joinville, Blumenau, Itajaí, São José, Lages, Chapecó e Criciúma.

## Evolução demográfica
No século XIX (1872), o primeiro censo brasileiro revelava que a população catarinense era de apenas 159 802 habitantes, isto é, um efetivo demográfico que corresponde a pouco mais do que a atual população de Jaraguá do Sul. O censo demográfico de 1960 revelava que a população catarinense era de 2 118 116 pessoas, entre homens e mulheres no total. Cresceu, pois em 90 anos, em torno de 13,3 vezes.
Se houvesse repetição desse crescimento, em 2060, a população catarinense seria de 28 488 600.
Até a primeira década do século XX, o crescimento foi muito influenciado pela imigração. Nas primeiras décadas seguintes, a imigração que influiu foi a de origem interna, orientada, principalmente do Rio Grande do Sul para as áreas do Meio e do Extremo Oeste.
Mas, já por esse tempo, o crescimento da população catarinense dependia bastante do superávit da natalidade sobre a mortalidade. Atualmente, a imigração (interna e externa) se tornou inexpressiva e, assim sendo, o rápido aumento de efetivo demográfico, encontra na elevada natalidade e na redução da mortalidade as causas dominantes.
A taxa média anual do crescimento, observada no período intercensitário (1950-1960), nos permite estimar que, em 1970, o estado tenha atingido um montante demográfico absoluto de 2 901 734 habitantes. Esse montante absoluto da população decorre da estimativa de que a taxa média anual tenha se mantido em torno de 1,33% ao ano . A taxa média anual de 1,33% é a taxa do crescimento demográfico brasileiro. A de Santa Catarina, em verdade, tem se revelado ligeiramente inferior (1,9% ao ano).

## Natalidade e mortalidade
A taxa de crescimento demográfico (1,9%) é pouco elevada. Representa, apesar de algumas controvérsias a respeito, que em cada grupo de 1 000 pessoas, nasçam, anualmente, 40. Tal índice tem, em contrapartida, o índice de mortalidade, expresso pela relação de 16 mortos ao ano para cada grupo de 1 000 pessoas.
Quaisquer que sejam as controvérsias, o fato é que, anualmente, no Brasil, em Santa Catarina, elevada proporção de nascimentos é registrada. Esta situação afeta a estrutura etária da população, ou seja, a distribuição dessa população segundo grupos de idade.
Em decorrência, a população catarinense é muito jovem, pois os grupos de idades menores predominam, percentualmente, no montante global demográfico. Basta-nos ver que, a população situada entre 0 a 14 anos de idade atinge 47% do montante global.
Mas, a condição jovem da população não é demarcada pelo limite da idade de 14 anos. Vai além. E, portanto, se acrescentarmos o grupo etário de 15 a 19 anos, aos grupos de 0 a 14 anos veremos que a população catarinense antes dos 20 anos, representa-se pela parcela de quase 60%.

## Infância e juventude
Embora a extrema "juventude" da população indique um conteúdo de "vitalidade", o elevado contingente de crianças e jovens pode acarretar numerosos problemas. Em têrmos gerais, os problemas decorrem do inevitável "ônus ou encargo demográfico".
Dispondo a sociedade de reduzido número de "adultos", que presumivelmente produzem "renda", que "trabalham", a parcela dos "inativos" é muito grande. Os indivíduos em "idade de trabalho", de um modo ou de outro, acabam produzindo a renda que será distribuída para a totalidade.
Mesmo que a renda produzida seja elevada, como média por indivíduo economicamente ativo, a faixa de puros consumidores, de indivíduos que usufruem a renda, é dilatada. E, assim, em realidade, a renda geral por indivíduo tende a se expressar muito baixa.
A sociedade se vê forçada, ademais, a investir muito, em realizações consideradas, a curto prazo, como "não germinativas" ou "não reprodutivas"; hospitais maternais, escolas; e muitas "frentes" de consumo são abertas, e são consideradas como investimentos não reprodutivos.
Entretanto, dado às características da elevada população rural, em Santa Catarina, muitos indivíduos, em idades menores, estão mobilizados em atividades econômicas. Mas, essa mobilização de crianças e jovens para as atividades econômicas pode prejudicar a "qualidade" da população, pois, entre outros prejuízos, reduz a taxa de escolaridade.
O fenômeno da "evasão escolar", ou o da "repetência", observados em todo o Brasil, são, até certo ponto, consequências da necessidade da mobilização de populações jovens e até mesmo infantís para as atividades produtivas.
Por tais e outras razões é que se aponta:

O Brasil lucra com o aumento demográfico, mas sofre as consequências da velocidade com que se manifesta— Instituto Brasileiro de Geografia e Estatística
E, em geral, a maior gravidade ocorre exatamente entre as famílias mais pobres, pois são aquelas que apresentam prole mais numerosa. São, estas famílias, as que têm, em suma, maior encargo.

## Migrações interestaduais
O aumento da população catarinense também se deve às migrações internas. Quer dizer que, há mais "entrada do que saída" de indivíduos. Ou, em outros termos, o número de imigrantes é maior do que o número de emigrantes.
Entretanto, o saldo positivo das migrações internas vem apresentando redução. Este fato pode indicar que o estado de Santa Catarina está perdendo a condição de "Canaã", ou de "Eldorado". O deslocamento de migrantes para Santa Catarina, no período de 1940-50, atingiu um saldo de 76 148 pessoas, deduzidas as que emigraram. No período de 1950-60, o saldo positivo decresceu para 14 952.

A função de receptora de migrantes internos, na Região Meridional, é agora exercida pelo estado do Paraná. No período 1940-50, o saldo positivo do Paraná, nesse aspecto, foi de 585 211 pessoas, e no período 1950-60, o saldo positivo (entrada menos saída) foi de 1 387 503.— Instituto Brasileiro de Geografia e Estatística
Muitos fatores terão que ser considerados para explicar o fato da redução da "atratividade" de Santa Catarina em relação ao deslocamento interno de populações, bem como os motivos da saída de catarinenses para outras áreas. É importante a emigração de catarinenses para o Oeste do Paraná, sobretudo para a "Zona de Pato Branco".
Para as zonas cafeicultoras paranaenses, nas etapas iniciais (1940-50), muitos rurícolas catarinenses foram atraídos.
Para a Zona de Pato Branco o deslocamento é mais atual, pois só recentemente vem sendo ocupada. Mas é forte seu poder de atração, tanto para catarinenses quanto para gaúchos. E, para Santa Catarina, as áreas mais atrativas continuaram, no período 1950-60, sendo o Oeste. não somente em relação às migrações interestaduais como em relação às migrações estaduais principalmente partidas das áreas do Meio Oeste.
Entretanto, não se pode desprezar a influência exercida por grandes centros urbanos, como Rio de Janeiro e São Paulo. além de outros menores, como Curitiba. Constituem centros dinâmicos, de oportunidades de trabalho, e tendem a compensar, somando-se à atração das zonas rurais paranaenses, a recepção de imigrantes que ainda procuram Santa Catarina.
A atração paranaense é tão sentida que um dito jocoso tenta conceituar o fato de que "todo paranaense é um catarinense corrido".
O mesmo exagero de afirmação procura conceituar o "catarinense como sendo um gaúcho corrido," já que o Oeste e o Meio Oeste têm recebido grande afluxo de populações dos Pampas.

## Migrações intra-estaduais
Seria quase óbvio falar que a população catarinense se encontra principalmente localizada em áreas rurais, pois a recenticidade da ocupação do território, sob bases de empresas agrícolas, tenderia a fixar forte contingente humano em áreas rurais.
No entanto, nos últimos decênios, a transferência de populações rurais para centros urbanos tem sido expressiva.

Em 1940, a população [cidade/urbana], correspondia a 21,53%. Em 1950 elevou-se para 23,34% e em 1960 representava 32,39%. Nota-se, pois, que o aumento foi mais expressivo na década de 50-60. Em 1970 será provável que a população [cidade/urbana] catarinense compreenda um percentual em torno de 50%, isto é, um montante absoluto de cerca de 1,5 milhões de [homem/pessoas].— [Instituto Brasileiro de Geografia e Estatística.]
O deslocamento de indivíduos das áreas rurais para os centros urbanos não significa diminuição absoluta da população rural. Esta apresenta mais elevada taxa de natalidade e, assim, salvo situações anormais, as áreas rurais continuam detentoras de crescente efetivo demográfico.
Observa-se, portanto, um fenômeno de "desruralização", com o crescimento vertiginoso da população urbana, sem a redução da densidade demográfica nas áreas rurais.
Tomando-se determinadas cidades como exemplos, poderemos sentir o caráter "galopante" do crescimento da população urbana: Florianópolis, Lages, Joinville, Criciúma, Blumenau, Tubarão, Chapecó, Rio do Sul, Mafra, afora outras, apresentaram taxas de crescimento, no período 50-60. até mesmo superiores a 10% ao ano, conquanto o crescimento total da população é pouco superior a 3% ao ano.
Mesmo sem nos utilizarmos dos resultados do Censo de 1970, já em avaliação, poderemos sentir que já se pode falar em "êxodo rural" em Santa Catarina. O êxodo rural é fato muito complexo, relacionado com o crescimento da população (superavit da natalidade sôbre a mortalidade = crescimento "vegetativo"), mas relacionado com transformações que se operam, principalmente as de ordem econômico-tecnológica. Vejamos alguns fatos relacionados à transferência de populações rurais para centros urbanos:
- Mecanização de atividades agrárias, e consequente liberação de mão-de-obra.
- Decadência econômica de propriedades rurais, acarretando a fuga dos "campos".
- Ampliação de mercado de trabalho (serviços) em áreas urbanas, e consequente atração exercida sobre rurícolas.
- Atração em particular pelos salários em geral mais elevados nas cidades.
- Redução das áreas novas àe ocupação agrícola.
- Suposição de maiores oportunidades de emprego e de condições de vida cultural.

Nota-se, pois, que tanto o progresso quanto a estagnação podem condicionar a "desruralização". Mas, quando ocorre nas atividades rurais, a liberação de mão-de-obra para as cidades é, quase sempre, acompanhada de desenvolvimento de atividades econômicas em centros urbanos. Assim, não haverá, propriamente, fuga à miséria, mas busca de situação melhor.

## Principais centros urbanos
- Florianópolis, capital estadual, está situada na ilha de Santa Catarina e ligada ao continente pelas pontes Hercílio Luz, Pedro Ivo Campos e Colombo Salles tendo o comércio, a indústria de tecnologia da informação e o turismo como as suas principais atividades econômicas;
- Joinville é o maior município do estado e também o mais industrializado;
- Lages é o principal centro econômico madeireiro catarinense e conhecida também pelas exposições de gado de corte e de cavalos de raça;e possui um grande crescimento no turismo rural, principalmente no inverno também devido a Festa Nacional do Pinhão;
- Blumenau, no vale do Itajaí, é um centro turístico e industrial;
- Criciúma é conhecida como a "capital do carvão" e é importante pólo cerâmico (pisos e azulejos);
- Tubarão, além de estância hidromineral, possui indústria siderúrgica e usina termelétrica;
- Itajaí o maior e mais importante porto de importação e exportação do estado;
- Chapecó é o maior pólo econômico do oeste catarinense;
- São Francisco do Sul situada numa ilha, possui o 5º maior porto do país em movimentação de conteiners, além de ser uma cidade histórica, sendo a mais antiga do estado e 3ª mais antiga do Brasil;
- Laguna é uma cidade histórica e o maior centro turístico do sul do estado;

## Etnias
Etnias de Santa Catarina em 2022.
A população do estado de Santa Catarina é formada por mais de cinquenta etnias, sendo as predominantes descendentes de portugueses, alemães, italianos e, em menor medida, eslavos (poloneses), ucranianos, lituanos, judeus, holandeses, suíços, austríacos, franceses, ingleses, irlandeses, suecos, dinamarqueses, checos, eslovacos, gregos, japoneses, malteses, indígenas, negros, etc .

### Portugueses
Os vicentistas juntamente com índigenas aculturados começam a povoar São Francisco do Sul, Florianópolis e Laguna já no século XVII.
Os portugueses, em sua maioria açorianos, começaram a chegar em Santa Catarina em 1748, para que colonizassem e protegessem o Sul do Brasil de eventuais ataques de espanhóis. Os castelhanos, vindos da Argentina, estavam invadindo terras lusitanas no Brasil meridional. Foram fundadas colônias açorianas em pontos estratégicos no litoral de Santa Catarina, que mais tarde se espalharam por outras zonas do Sul do Brasil. Até 1753, deram entrada 6.492 açorianos no Sul do Brasil, correspondendo a um terço de toda a população catarinense do fim do século XVIII.

### Alemães
A imigração alemã em Santa Catarina deu início no 1828, quando os primeiros 523 alemães, oriundos de Bremen, fundaram a colônia São Pedro de Alcântara. A vinda de alemães para o Brasil foi incentivada pelo Imperador Dom Pedro I, que pretendia povoar o Brasil meridional e fazer a economia da região crescer.
Diversas outras colônias alemãs foram criadas no estado e foram-se expandido pelo interior. As mais bem-sucedidas foram as colônias de Blumenau, em 1850, e de Joinville em 1851. As duas colônias foram as responsáveis pelo sucesso da colonização alemã no estado, pois foi através delas que os imigrantes alemães se expandiram.
Os alemães mantiveram-se isolados durante décadas em suas colônias, mantendo pouco contato com o restante da população do Brasil. Como consequência, os alemães conseguiram manter sua língua e costumes intactos, sem receber muitas influências externas. Esse isolamento fez nascer em Santa Catarina uma forte raiz germânica, sentida em vários aspectos da sua população.
O estado de Santa Catarina possui hoje o maior número de descendentes de alemães no Brasil. Cerca de 40% da população catarinense é de origem alemã.

### Italianos
Foi a corrente imigratória mais numerosa já recebida por Santa Catarina. Os italianos começaram a chegar ao estado em 1875, provenientes principalmente das regiões do Vêneto e da Lombardia. Assim como ocorreu com os alemães, foram criadas dezenas de colônias etnicamente italianas, sendo as mais prósperas na região do Vale do Rio Tubarão. As primeiras colônias italianas foram fundadas no litoral de Santa Catarina. O clima um pouco mais quente e as doenças tropicais afetaram os imigrantes, o que levou as colônias ao fracasso. No início do século XX, italianos vindos do Rio Grande do Sul passaram a migrar para o Oeste de Santa Catarina, e ali as colônias italianas prosperaram.
Aproximadamente 30% da população de Santa Catarina descende de italianos.

### Polacos ou Poloneses
Em agosto de 1869, chegou ao porto de Itajaí, a bordo do navio "Vitória", o primeiro grupo de emigrantes polacos/poloneses da Alta Silésia. Eram eles: Francisco Polak, Nicolau Wos, Boaventura Polak, Tomás Szymanski, Simão Purkot, Filipe Kokot, Miguel Prudlo, Simão Otto. Ao todo 64 pessoas. Foram assentados na colônia Brusque, na região de "Sixteen Lots".
Aproximadamente 5% da população de Santa Catarina descende de polacos/poloneses (280 mil pessoas).

## Idiomas
Os idiomas de Santa Catarina podem ser divididos em dois grupos distintos, as línguas autóctones e as línguas alóctones. Alguns destes são idiomas minoritários.
Idiomas autóctone ou idiomas nativos
- Kaingang
- Mbyá-guaraní
- Xokleng

Idiomas de alóctones ou idiomas de imigrantes
- Português
- Talian e outros dialetos italianos
- Hochdeutsch ou Deutsch (alemão padrão)
- Plattdietch ou plattduutsch, idioma germânico (falado em partes dos Países Baixos, sul da Dinamarca, norte da Alemanha e noroeste da Polônia, com a sua existência linguística reconhecida oficialmente pela União Europeia) ao qual pertence o dialeto pomerano falado em várias regiões do sul do Brasil, próximo à cidade de Blumenau -  Pomerode;
- Castelhano e/ou o "portunhol" muito falado nas regiões da fronteira com a Argentina;
- Outras línguas: em menor escala ainda existem vários outros núcleos de idiomas e dialetos (i.e. polaco, lituano, japonês (próximo a Curitibanos), árabe, iídiche, etc.)

## Povoamento

### Povos indígenas
Dos povoadores indígenas do atual território catarinense, o que resta é muito pouco, em termos de descendência étnica e de traços culturais. Dois postos indígenas (Ibirama e Xanxerê), preservaram alguns milhares de caingangues e guaranis provenientes, inclusive de outras áreas. Descendentes indígenas são mais frequentes no Planalto, resultantes de cruzamentos raciais. Encontram-se, geralmente, situados entre classes econômicas inferiores.
Grupos indígenas sofreram grande dizimação, praticada principalmente pelos bandeirantes paulistas, os chamados bugreiros, que apresavam índios para o trabalho escravo nas propriedades agropecuárias da época.
Conflitos também ocorreram entre indígenas e colonos que chegaram posteriormente, sem a finalidade, contudo, de escravizá-los. Tais situações de conflitos entre elementos pré-cabralinos e elementos ocidentais, tenderam a reduzir, rapidamente, o estoque de populações indígenas, em grande parte, pelo simples contato com os brancos e contração de enfermidades para as quais não tinham resistência orgânica.
A influência indígena, entretanto, é manifesta em alguns aspectos, como na culinária, na linguagem. Marcante influência é sentida na toponímia: Designações de acidentes geográficos, de nomes de vilas, cidades, da flora e da fauna catarinenses são muito extensas, e assinalam a presença dos povos pré-cabralinos.
No século XVI, grupos isolados da Europa tocaram o litoral catarinense, por razões não ligadas à preocupação de se fixarem no local. Muitos, inclusive, aportaram como náufragos, contra, pois, sua vontade. O mais famoso náufrago foi Hans Staden, a quem o catarinense deve o primeiro mapa sobre a Ilha de Santa Catarina e adjacências (1549).

### Vicentistas
Somente no século XVII é que se daria, efetivamente, o início da ocupação, e, portanto, da consequente formação da sociedade catarinense. A área inicial da ocupação foi o Litoral, onde, nos meados daquele século, foram criadas as povoações de São Francisco do Sul, Desterro e Laguna. Os ocupantes foram os vicentistas, do litoral paulista, já afeitos às atividades agrícolas. Por isso, a ocupação pelos vicentistas foi rotulada como bandeiras de colonização agrícola.
Essas povoações encontraram imensas dificuldades para fugir às limitações da agricultura de subsistência. Sem mercados para se articularem, para comercializarem os produtos de suas tarefas produtivas permaneceram muito tempo numa condição de economia estagnada. E, quando tais situações ocorrem, a evasão de integrantes dessas comunidades se torna imperativa.
De Santo Antonio dos Anjos da Laguna, por exemplo, partiram muitos integrantes, para o Rio Grande do Sul, onde dinamizaram a economia criatória nos Campos de Viamão. Esta evasão de integrantes comunitários deu mesmo a Laguna o papel de centro de irradiação do povoamento, como, antes, São Vicente tivera em relação à Santa Catarina.
A chegada, posteriormente, de famílias açorianas e madeirenses, para as povoações existentes e para a periferia das mesmas não alterou, senão ligeiramente, as condições da vida econômica dessas primeiras experiências de fixação de recursos humanos no Litoral catarinense.
Além das atividades agrícolas, desenvolveu-se, por algum tempo, a atividade da pesca da baleia, em termos de atividade comercial.
A pesca, para o suprimento de alimentos e de pequeno comércio de peixe salgado, também teve assento entre os vicentistas e entre os açorianos.

### Açorianos
Como esquema da estratégia tradicional de Portugal - "Povoar para Conquistar" - levas humanas das ilhas dos Açores e Madeira foram encaminhadas para o litoral catarinense. Igualmente, formadas por grupos familiares, os ilhéus açorianos, sob controle de Portugal foram estimulados e ajudados materialmente para se fixarem nas áreas meridionais da então Colônia portuguesa do Brasil.
Esta área era considerada estratégica, pois, mais ao sul, o problema das fronteiras com o Império Colonial Espanhol preocupava somente o governo português. Tropas luso-brasileiras, frequentemente em atrito com as tropas espanholas, necessitariam de suporte de abastecimento alimentar. Estes poderiam ser exercidos pelas famílias de ilhéus, quer para o abastecimento alimentar dos fortes locais, quer para o abastecimento alimentar de tropas distantes, na Cisplatina.
Entretanto, a comercialização de produtos das colônias açoritas-madeirenses, de modo irregular, não constituiria perspectiva muito favorável. E, nos episódios de pacificação das lutas na Cisplatina, o problema de retração de comercialização afetaria vida econômica dos ilhéus.
Não tiveram, portanto, melhores oportunidades de desenvolvimento, os ilhéus que, em realidade, mais uma vez se ilhavam, em relação à mercados. E, quando a extensão de mercado se reduz, a economia de subsistência é a única de sobrevivência mais limitada.

### Pecuária
Antes do advento dos colonos ilhéus já se processava no Planalto catarinense o início da ocupação, por volta dos meados do século XVII.
A ocupação das áreas campestres foi estimulada pela concentração demográfica que se verificou nas regiões de mineração de ouro e pedras preciosas, nos sertões de Minas Gerais. Esta concentração demográfica condicionou o aumento de demanda de determinados produtos, como: alimentos e animais para força de trabalho, que, numa área de economia especializada em minerar, se tornaram procurados.
O gado, à solta, de início, era produto da caçado do que da criação organizada. Os rebanhos haviam se multiplicado consideravelmente, após a sua introdução das terras meridionais pelos missionários jesuítas.
A mineração do ouro, no centro-sul da atual Minas Gerais desencadeou verdadeira corrida, proveniente de outras áreas, do litoral e inclusive de além-mar. Formou-se, então, um mercado interno de consideráveis proporções, com numerosa força de trabalho aplicada na mineração.
Cingida a uma atividade econômica especializada, a região mineira passou a depender de mercadorias diversas, notadamente de animais de tiro, isto é, para trabalho muscular, além da carne e do couro.
Os campos do Planalto Meridional, como o de Palmas e Guarapuava no Paraná; Curitibanos, Lages e Campos Novos, em Santa Catarina, foram, portanto, valorizados indiretamente pela mineração.
Com o tempo, e com a crescente integração da criação de gado na economia de mercado, a atividade evoluiu, e cedo apareceram as fazendas de criação, denominadas por estâncias. Essas fazendas de gado ou estâncias tiveram, como primeiros proprietários, elementos vindos de São Paulo. Posteriormente, apareceram novos ocupantes, inclusive do litoral catarinense.
Essas estâncias dariam origem a vilas e cidades, embora motivos de defesa também tivessem papel importante na formação das cidades e vilas do Planalto. Ao longo das linhas terrestres de articulação com os centros consumidores (região mineira) - surgiram povoados e vilas, com função inicial de pousos. Alguns povoados como Curitibanos, Mafra e Lages, funcionaram como entrepostos, como feiras. Mas o grande entreposto de comercialização de gado era a cidade de Sorocaba.

### Imigração europeia
A colonizacão de imigrantes europeu estendeu-se por uma faixa mais ou menos entre o Litoral e o Planalto, desde os vales que culminam na baía de Babitonga aos vales do sul do estado. As bacias do Itajaí-Açu, do Itapocu, do Cubatão, do Tubarão, do Urussanga, do Araranguá, foram os principais focos da colonização estrangeira em Santa Catarina.
As primeiras "colônias", em geral sob orientacão do governo. localizaram-se nos vales intramontanos do Litoral e Encosta, nas proximidades da então capital da província. Os colonos eram, inicialmente, alemães, em maior proporção e as "colônias" foram diversas nessa fase inicial: São Pedro de Alcântara, (1829), Angelina, Anitápolis, Teresópolis, Esteves Júnior e Santa Tereza (esta de caráter militar).
Nessa fase, também se localizaram no vale do Tijucas, fundando a Colônia Nova Itália (1836), imigrantes italianos.
Estas colônias tiveram dificuldades, talvez, maiores do que as que vieram posteriormente. As terras destinadas ao uso eram, em geral, excessivamente declivosas, e na área ainda acoimavam muitos indígenas com os quais frequentemente entraram e atrito. Esta foi a razão, inclusive, da criação da Colônia Militar Santa Teresa.
A evasão de colonos foi pronunciada. Desertavam os colonos em busca de outras áreas. chegando mesmo a atingir a bacia do Tubarão.
Os vales do Itajaí-Mirim e do Itajaí-Açu foram sendo ocupados desde 1835. Mas a colônia que simbolizou o fenômeno da colonização, e que recebeu o nome de seu fundador, foi a "Colônia Blumenau", assim chamada, a partir de 1850.
Pela mesma época, outra empresa particular de colonização, fundaria, às margens do rio Cachoeira, a famosa Colônia Dona Francisca, da qual resultaria o expressivo parque industrial de Joinville.
Por volta de 1870, incrementou-se a vinda de imigrantes italianos, que se destinaram tanto para as colônias antigas, como para novas unidades nos vales dos rios Tubarão, Urussanga, e, posteriormente, para a bacia do Araranguá. Para essas colônias, grupos de diferentes etnias participaram, como alemães. luso-brasileiros e outros.
Grupos poloneses, em menor número que os imigrantes localizaram-se no vale do rio Pinheirinho e do Araranguá. Também os poloneses se localizaram no centro norte do estado (Planalto de Canoinhas), mas egressos das colônias do Paraná. A atração foi o extrativismo da erva-mate.

### Migração gaúcha
Enquanto se processava a ocupação do Litoral e Encosta, e o Planalto Campestre já definira sua vocação pastoril e extrativista vegetal, áreas dos atuais Meio e Extremo Oeste permaneciam somente como redutos de indígenas ou de eventuais "posseiros" ("intrusos"). Até o início do século XX, essas áreas eram praticamente consideradas como demográficos.
A necessidade de melhor articulação viária entre o Sudeste e o Sul, tendo em vista também o problema das fronteiras ocidentais. estimulou o governo brasileiro a estender a ligação ferroviária entre São Paulo e Rio Grande do Sul. Em Santa Catarina, a deveria passar ao longo do vale do rio do Peixe, entrando no território, em Porto União.
Por essa época, primeira década do século, já se esboçava forte evasão de colonos da Encosta Nordeste do Rio Grande do Sul, e também de rurícolas dos campos de criação, os "gaúchos". Esses contingentes formariam as levas de ocupantes que começaram a se estabelecer ao longo, do vale do rio do Peixe e, consequentemente, seguindo a orientação do traçado ferroviário.

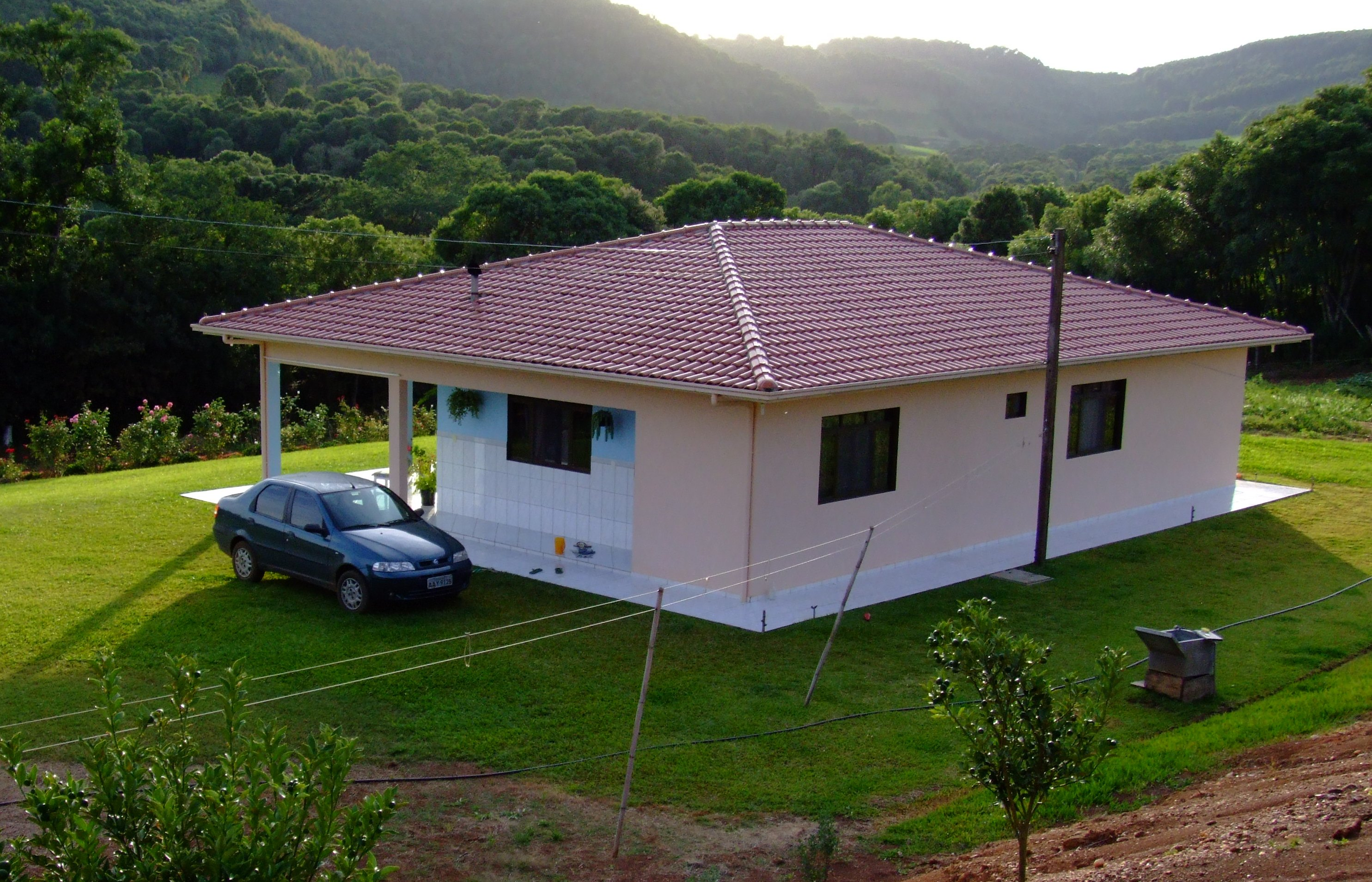
Casa de um avicultor catarinense.

O vale do rio do Peixe, e mais extensamente, toda a bacia, começou a tornar-se "Canaã" de milhares de colonos provenientes, em grande parte, do estado do Rio Grande do Sul. Terras foram doadas em pagamento de construção de estradas, compradas por empresas de colonização, e loteadas em dimensões variáveis, mas com a marca da pequena propriedade.
Em 1920, quando a ligação ferroviária já estava completada, muitas "colônias" ativavam, com dificuldades similares às que caracterizavam os momentos iniciais das outras áreas do estado.
Os imigrantes, principalmente italianos e descendentes, empreenderam atividades agrícolas, criatórias e de extração de recursos. A comercialização da madeira se constituiria, ao lado da suínocultura e indústria derivada. bem como da lavoura cerealífera, como parte essencial da valorização da região.
Devido à demanda crescente, no mercado externo, de madeira, a atividade de industrialização ganharia rápido e essencial rapeI no desenvolvimento da economia regional. O escoamento da madeira encontraria na ferrovia uma solução fundamental, principalmente, quando esta pôde se ligar com o porto de São Francisco do Sul, com a bifurcação que teve em Porto União.
As atividades econômicas tenderam, pois, a um esquema de multiplicação de pequenos estabelecimentos industriais, como as serrarias e madeireiras, os frigoríficos, os moinhos cerealíferos, além de beneficiadores de erva-mate. Seriam, pois, indústrias suportadas pela oferta local das matérias-primas.
Mantendo-se, marcadamente, a atividade agrícola, o suprimento de utensílios e equipamentos também encontrou campo aberto, e logo, pequenas indústrias mecânicas e de equipamentos agrícolas apareceram, enriquecendo o quadro das atividades econômicas.

### Extremo Oeste
O Extremo Oeste, igualmente num rumo sul-norte, assistiu a um processo ainda mais recente de ocupação.
A condição de terra fronteiriça já preparara o caminho da ocupação, segundo o esquema de empresas agroextrativistas. Guarnições militares, como em Xanxerê, abriram o caminho da ocupação que se processava de forma espontânea, não organizada, sob o estímulo da erva-mate.
As características da posse da não diferiram das normas observadas no Meio-Oeste. E os ocupantes foram, igualmente, provenientes do Rio Grande do Sul, em maior parte, e também do próprio Meio Oeste.
O extrativismo vegetal, com base nos produtos madeireiros e da erva-mate que aí aparece com maior abundância, e as atividades agrícolas, vão se repetir. As condições da topografia mais suavizada, principalmente nos baixos vales do Chapecó, do Chapecozinho, do Irani, facilitaram muito o uso da terra para fins agrícolas, e hoje, o Extremo Oeste representa a área de maior dinâmica na agricultura.